# Mistrzostwa Polski Juniorek Starszych w koszykówce
Mistrzostwa Polski Juniorek Starszych – rozgrywane są od 2006 roku, a prowadzi je Polski Związek Koszykówki. W latach 2006–2014 rozgrywano je w kategorii wiekowej do lat 20, od sezonu 2014/2015 podwyższono wiek do lat 22.
W czerwcu 2020 Polski Związek Koszykówki obniżył granicę wieku uczestniczek rozgrywek do lat 19.

## System rozgrywek
Na początku każdego roku organizowane są turnieje półfinałowe. Składają się z najlepszych drużyn z poszczególnych Okręgowych Związków Koszykówki. Z półfinałów awansują po dwa najlepsze zespoły do turnieju finałowego.
Turniej finałowy Mistrzostw Polski Juniorek Starszych rozgrywany jest na przełomie stycznia i lutego. Występuje w nim 8 drużyn, rywalizujących w dwóch grupach. Po dwie najlepsze drużyny awansują do półfinałów, a ich zwycięzcy grają w finale, przegrani w meczu o 3 miejsce. Zespoły z trzecich miejsc z obu grup rywalizują ze sobą o 5. miejsce, z czwartych o 7. pozycję.

## Medalistki
| Sezon                                            |                                    |                                    |                                  | Miejsce   | MVP turnieju                | Liderka strzelczyń |
| Mistrzostwa Polski juniorek starszych do lat 20. |                                    |                                    |                                  |           |                             |                    |
| 2006                                             | Olimpia Poznań                     | AZS PWSZ Gorzów Wielkopolski       | Stal Stalowa Wola                |           | Weronika Idczak             | Joanna Zalesiak    |
| 2007                                             | MUKS Poznań                        | AZS PWSZ Gorzów Wielkopolski       | GTK Gdynia                       |           | Anna Pietrzak               | Joanna Zalesiak    |
| 2008                                             | MUKS Poznań                        | AZS PWSZ Gorzów Wielkopolski       | GTK Gdynia                       | Gdynia    | Agnieszka Skobel            | Marta Dobrowolska  |
| 2009                                             | GTK Gdynia                         | AZS PWSZ Gorzów Wielkopolski       | MUKS Basket Chrobry Głuchołazy   | Gdynia    |                             | Aneta Kotnis       |
| 2010                                             | GTK Gdynia                         | MUKS Poznań                        | AZS PWSZ Gorzów Wielkopolski     |           | Olivia Tomiałowicz          | Jessica Musijowska |
| 2011                                             | MUKS Poznań                        | Orzeł Polkowice                    | GTK Gdynia                       | Kórnik    | Ramona Casimiro             | Agnieszka Śnieżek  |
| 2012                                             | MUKS Poznań                        | INEA AZS Poznań                    | GTK Gdynia                       | Gdynia    | Magdalena Idziorek          | Justyna Owczarek   |
| 2013                                             | INEA AZS Poznań                    | KS JAS-FBG Sosnowiec               | GTK Gdynia                       | Gdynia    | Weronika Telenga            | Karolina Sulima    |
| 2014                                             | Rivera Bryza Gdynia                | AZS PWSZ Gorzów Wielkopolski       | INEA AZS Poznań                  | Gdynia    | Anna Jakubiuk               | Anna Jakubiuk      |
| Mistrzostwa Polski juniorek starszych do lat 22. |                                    |                                    |                                  |           |                             |                    |
| 2015                                             | Politechnika Gdańska               | Enea AZS PWSZ Gorzów Wielkopolski  | MUKS Poznań                      | Bydgoszcz | Angelika Stankiewicz        |                    |
| 2016                                             | GTK Gdynia                         | Cosinus Widzew Łódź                | MUKS Poznań                      |           | Anna Jakubiuk               | Karolina Puss      |
| 2017                                             | Cosinus Widzew Łódź                | Enea AZS PWSZ Gorzów Wielkopolski  | VBW GTK Gdynia                   | Gdynia    | Julia Drop                  | Jowita Ossowska    |
| 2018                                             | VBW GTK Gdynia                     | Enea AZS AJP Gorzów Wielkopolski   | MUKS Poznań                      | Poznań    | Jowita Ossowska             |                    |
| 2019                                             | INEA AZS Poznań                    | UKS Basket SMS Aleksandrów Łódzki  | Enea AZS AJP Gorzów Wielkopolski | Gdańsk    | Marta Nowicka (AZS Poznań)  |                    |
| 2020                                             | GTK Arka Gdynia                    | Zagłębie Sosnowiec                 | INEA AZS Poznań                  | Gdańsk    | Anna Wińkowska (GTK)        |                    |
| Mistrzostwa Polski juniorek starszych do lat 19. |                                    |                                    |                                  |           |                             |                    |
| 2021                                             | GTK Gdynia                         | Enea AZS AJP Gorzów Wielkopolski   | ENEA AZS Szkoła Gortata Poznań   |           | Magdalena Szymkiewicz (GTK) |                    |
| 2022                                             | ENEA AZS Szkoła Gortata Poznań     | Szkoła Gortata Politechnika Gdańsk | Enea AZS AJP Gorzów Wielkopolski |           | Wiktoria Plackowska (Enea)  |                    |
| 2023                                             | Szkoła Gortata Politechnika Gdańsk | UKS Trójka Żyrardów                | GTK Gdynia                       |           | Dominika Ullmann (Gdańsk)   |                    |

## Składy najlepszych zawodniczek turnieju
(Od 2008 MVP turnieju nie była już zaliczana do I składu najlepszych zawodniczek imprezy. Kolejny wyjątek miał miejsce w 2014.)
| 2006 - Weronika Idczak (Olimpia Poznań) - Joanna Zalesiak (Gorzów) - Karolina Budeń (Olimpia Poznań) - Magdalena Leciejewska (GTK Gdynia) - Marta Gajewska (Stalowa Wola) 2011 - Monika Bieniek (Warszawa) - Magdalena Ziętara (Gdynia) - Agata Dobrowolska (Polkowice) - Aleksandra Dziwińska (Polkowice) - Dorota Mistygacz (MUKS Poznań) 2015 - Monika Naczk (Politechnika) - Zuzanna Puc (MUKS Poznań) - Daria Stelmach (Gorzów) - Karolina Poboży (Wołomin) - Karina Szybała (Bydgoszcz) 2018 - Wiktoria Kuczyńska (Gorzów) - Sylwia Bujniak (Bydgoszcz) - Anna Makurat (Gdynia) - Wiktoria Keller (Gorzów) - Marta Wdowiuk (Poznań) 2021 - Alicja Rogozińska (Poznań) - Zuzanna Rudenko (Aleksandrów Łódzki) - Aleksandra Kuczyńska (Gorzów Wlkp.) - Ewelina Śmiałek (Gorzów Wlkp.) - Kamila Borkowska (GTK) | 2007 - Anna Pietrzak (Polkowice) - Łucja Tomczak (Orzeł) - Marta Jujka (Gdynia) - Joanna Zalesiak (AZS PWSZ) - Żaneta Durak (MUKS Poznań) 2012 - Magdalena Ziętara (Gdynia) - Karolina Wilk (Bydgoszcz) - Kinga Woźniak (INEA AZS Poznań) - Dominika Owczarzak (MUKS Poznań) - Martyna Stelmach (MUKS Poznań) 2016 - Beata Jaworska (Gorzów) - Alicja Szloser (MUKS Poznań) - Klaudia Budkiewicz (Widzew Łódź) - Karolina Puss (Bydgoszcz) - Kamila Podgórna (GTK) 2019 - Kinga Banach (Wisła) - Wiktoria Keller (Enea) - Karolina Stefańczyk (Enea) - Aleksandra Pszczolarska (Aleksandrów) - Martyna Leszczyńska (Aleksandrów) 2022 - Oliwia Węglarz (Gdańsk) - Malina Piasecka (Poznań) - Dominika Ullmann (Gdańsk) - Alicja Jarząb (Aleksandrów) - Maja Kozłowska (Gorzów) | 2010 - Monika Lelek (Gorzów) - Joanna Markiewicz (Olsztyn) - Magdalena Ziętara (MUKS Poznań) - Paulina Antczak (MUKS Poznań) - Klaudia Sosnowska (Gdynia) 2014 - Kinga Woźniak (Poznań) - Angelika Stankiewicz (Gdynia) - Anna Jakubiuk (Gdynia) - Katarzyna Jaworska (Gorzów) - Dominika Miłoszewska (Gdynia) 2017 - Sylwia Bujniak (Łódź) - Kamila Podgórna (VBW GTK) - Jowita Ossowska (VBW GTK) - Magdalena Szajtauer(Gorzów) - Daria Stelmach (Gorzów) 2020 - Aleksandra Zięmborska (MUKS Poznań) - Karolina Stefańczyk (ENEA AZS Poznań) - Julia Niemojewska (GTK) - Martyna Jasiulewicz (Sosnowiec) - Aleksandra Wojtala (Sosnowiec) 2023 - Milena Jarkiewicz (UKS Trójka Żyrardów) - Wanesa Furman (Szkoła Gortata Politechnika Gdańsk) - Malina Piasecka (Enea AZS Szkoła Gortata Poznań) - Wiktoria Stasiak (GTK Gdynia) - Karolina Ułan (UKS Trójka Żyrardów) |

## Historia

### Sezon 2005-2006
Pierwszym Mistrzem Polski Juniorek Starszych został zespół Olimpii Poznań, który w finale pokonał AZS PWSZ Gorzów Wielkopolski. Trzecie miejsce zajęła Stal Stalowa Wola pokonując GTK Gdynia.
Najlepsza piątka turnieju: Weronika Idczak (Olimpia Poznań), Joanna Zalesiak (Gorzów), Karolina Budeń (Olimpia Poznań), Magdalena Leciejewska (GTK Gdynia), Marta Gajewska (Stalowa Wola); Najlepsza zawodniczka turnieju (MVP): Weronika Idczak, Najlepszy strzelec turnieju: Joanna Zalesiak.

#### Końcowa kolejność
| Miejsce | Drużyna                      |
| ------- | ---------------------------- |
| 1.      | Olimpia Poznań               |
| 2.      | AZS PWSZ Gorzów Wielkopolski |
| 3.      | Stal Stalowa Wola            |
| 4.      | GTK Gdynia                   |
| 5.      | Osa Zgorzelec                |
| 6.      | Kusy Szczecin                |
| 7.      | Basket 25 Bydgoszcz          |
| 8.      | MOSM Bytom                   |

#### Klasyfikacja najskuteczniejszych
| Lp  | Imię i nazwisko       | Drużyna                      | Punkty | Mecze | Średnia |
| --- | --------------------- | ---------------------------- | ------ | ----- | ------- |
| 1.  | Weronika Idczak*      | Olimpia Poznań               | 83     | 4     | 20,75   |
| 2.  | Joanna Zalesiak       | AZS PWSZ Gorzów Wielkopolski | 103    | 5     | 20,60   |
| 3.  | Beata Bąk             | Stal Stalowa Wola            | 94     | 5     | 18,80   |
| 4.  | Paulina Misiek        | Basket 25 Bydgoszcz          | 73     | 4     | 18,25   |
| 5.  | Anna Pietrzak*        | MOSM Bytom                   | 51     | 3     | 17,00   |
| 6.  | Magdalena Leciejewska | GTK Gdynia                   | 84     | 5     | 16,80   |
| 7.  | Karolina Budeń*       | Olimpia Poznań               | 65     | 4     | 16,25   |
| 8.  | Aleksandra Kaja       | Basket 25 Bydgoszcz          | 63     | 4     | 15,75   |
| 9.  | Elżbieta Paździerska  | Osa Zgorzelec                | 60     | 4     | 15,00   |
| 10. | Martyna Myśków        | Basket 25 Bydgoszcz          | 57     | 4     | 14,25   |

```
* brak punktów z meczu Olimpia Maczki AZS Poznań - UKS MOSM Bytom 64:53
```

### Sezon 2006-2007
Na II Mistrzostwach Polski Juniorek Starszych złoty medal zdobył MUKS Poznań, pokonując w finale AZS Gorzów Wielkopolski. Trzecie miejsce zejęło GTK Gdynia, które wygrało z drużyną Orła Polkowice.
MVP turnieju uznano Annę Pietrzak (MKS Orzeł Polkowice). Najlepszym strzelcem została Joanna Zalesiak (AZS PWSZ Gorzów Wielkopolski) 124 punkty. Za trzy punkty najlepiej rzucała Katarzyna Płazińska (Korona Kraków). Najlepszymi zawodniczkami w zespołach uznano: Łucję Tomczak (Orzeł), Martę Jujkę (GTK Gdynia), Joannę Zalesiak (AZS PWSZ) i Żanętę Durak (MUKS Poznań). Graczami Przyszłości w poszczególnych zespołach wybrano: Monikę Jasnowską (Orzeł), Katarzynę Bednarczyk (GTK Gdynia), Agnieszkę Kaczmarczyk (AZS PWSZ) i Paulinę Antczak (MUKS Poznań).

#### Końcowa kolejność
| Miejsce | Drużyna                      |
| ------- | ---------------------------- |
| 1.      | MUKS Poznań                  |
| 2.      | AZS PWSZ Gorzów Wielkopolski |
| 3.      | GTK Gdynia                   |
| 4.      | Orzeł Polkowice              |
| 5.      | Olimpia Poznań               |
| 6.      | Widzew Łódź                  |
| 7.      | Korona Kraków                |
| 8.      | MOSM Bytom                   |

#### Klasyfikacja najskuteczniejszych
| Lp  | Imię i nazwisko       | Drużyna                      | Punkty | Mecze | Średnia |
| --- | --------------------- | ---------------------------- | ------ | ----- | ------- |
| 1.  | Joanna Zalesiak       | AZS PWSZ Gorzów Wielkopolski | 124    | 5     | 24,80   |
| 2.  | Agnieszka Skobel      | MUKS Poznań                  | 103    | 5     | 20,60   |
| 3.  | Agnieszka Kaczmarczyk | AZS PWSZ Gorzów Wielkopolski | 93     | 5     | 18,60   |
| 4.  | Agata Przybysz        | Widzew Łódź                  | 74     | 4     | 18,50   |
| 5.  | Paulina Rozwadowska   | MOSM Bytom                   | 64     | 4     | 16,00   |
| 6.  | Weronika Idczak       | Olimpia Poznań               | 64     | 4     | 16,00   |
| 7.  | Anna Pietrzak         | Orzeł Polkowice              | 78     | 5     | 15,60   |
| 8.  | Łucja Tomczak         | Orzeł Polkowice              | 76     | 5     | 15,20   |
| 9.  | Justyna Okulska       | Widzew Łódź                  | 59     | 4     | 14,75   |
| 10. | Żaneta Durak          | MUKS Poznań                  | 60     | 5     | 13,80   |

### Sezon 2007-2008
Złoto III Mistrzostw Polski Juniorek Starszych zdobył zespół MUKS Poznań, który pokonał w finale AZS PWSZ Gorzów Wielkopolski. Brąz przypadł w udziale GTK Gdynia, które wygrało z Orłem Polkowice. Kolejność taka sama jak przed rokiem.
Tytuł MVP mistrzostw przyznano Agnieszce Skobel. Małgorzatę Misiuk uznano przyszłością polskiej koszykówki, a Katarzyna Bednarczyk była najlepiej rzucającą zawodniczką turnieju za trzy punkty. Pozostałe wyróżnienia indywidualne: Najlepszy strzelec - Marta Dobrowolska (Żak Koszalin); Najlepiej asystująca - Elżbieta Paździerska (Orzeł Polkowice); Najlepiej zbierająca - Patrycja Mazurczak (Olimpia Poznań); Najlepiej przechwytująca - Agnieszka Skobel (MUKS Poznań); Najlepszy trener - Iwona Jabłońska (MUKS Poznań). Nagroda specjalna Pomorskiego Okręgowego Związku Koszykówki dla najlepszej koszykarki z województwa pomorskiego - Iwona Płóciennik (Basket 25 Bydgoszcz - wychowanka UKS Piątka Tczew).

#### Końcowa kolejność
| Miejsce | Drużyna                      |
| ------- | ---------------------------- |
| 1.      | MUKS Poznań                  |
| 2.      | AZS PWSZ Gorzów Wielkopolski |
| 3.      | GTK Gdynia                   |
| 4.      | Orzeł Polkowice              |
| 5.      | Basket 25 Bydgoszcz          |
| 6.      | RMKS Rybnik                  |
| 7.      | Olimpia AZS Maczki Poznań    |
| 8.      | Żak Koszalin                 |

#### Klasyfikacja najskuteczniejszych
| Lp | Imię i nazwisko      | Drużyna                      | Punkty | Mecze | Średnia |
| -- | -------------------- | ---------------------------- | ------ | ----- | ------- |
| 1. | Marta Dobrowolska    | Żak Koszalin                 | 93     | 4     | 23,25   |
| 2. | Iwona Płóciennik     | Basket 25 Bydgoszcz          | 89     | 4     | 22,25   |
| 3. | Agnieszka Skobel     | MUKS Poznań                  | 110    | 5     | 22,00   |
| 4. | Patrycja Mazurczak   | Olimpia Poznań               | 54     | 3     | 18,00   |
| 5. | Natalia Przekop      | RMKS Rybnik                  | 70     | 4     | 17,50   |
| 6. | Karolina Stanek      | RMKS Rybnik                  | 68     | 4     | 17,00   |
| 6. | Martyna Myśków       | Basket 25 Bydgoszcz          | 68     | 4     | 17,00   |
| 8. | Lidia Kopczyk        | Basket 25 Bydgoszcz          | 67     | 4     | 16,75   |
| 9. | Małgorzata Misiuk    | GTK Gdynia                   | 75     | 5     | 15,00   |
| 9. | Katarzyna Bednarczyk | GTK Gdynia                   | 75     | 5     | 15,00   |
| 9. | Justyna Maruszczak   | AZS PWSZ Gorzów Wielkopolski | 75     | 5     | 15,00   |
| 9. | Elżbieta Paździerska | Orzeł Polkowice              | 75     | 5     | 15,00   |

### Sezon 2008-2009
Zespół GTK Gdynia wygrał mistrzostwo Polski Juniorek Starszych, wygrywając w finale z AZS PWSZ Gorzów Wielkopolski. Brąz wywalczyła drużyna Chrobrego Basket Głuchołazy, pokonując Orła Polkowice.

#### Końcowa kolejność
| Miejsce | Drużyna                        |
| ------- | ------------------------------ |
| 1.      | GTK Gdynia                     |
| 2.      | AZS PWSZ Gorzów Wielkopolski   |
| 3.      | MUKS Basket Chrobry Głuchołazy |
| 4.      | Orzeł Polkowice                |
| 5.      | Korona Kraków                  |
| 6.      | PTS Lider Pruszków             |
| 7.      | PTK Pabianice                  |
| 8.      | Wisła Kraków                   |

#### Klasyfikacja najskuteczniejszych
| Lp  | Imię i nazwisko       | Drużyna                        | Punkty | Mecze | Średnia |
| --- | --------------------- | ------------------------------ | ------ | ----- | ------- |
| 1.  | Aneta Kotnis          | Wisła Kraków                   | 91     | 4     | 22,75   |
| 2.  | Olivia Tomiałowicz    | GTK Gdynia                     | 104    | 5     | 20,80   |
| 3.  | Agnieszka Kaczmarczyk | AZS PWSZ Gorzów Wielkopolski   | 96     | 5     | 19,20   |
| 4.  | Katarzyna Szymańska   | PTK Pabianice                  | 74     | 4     | 18,50   |
| 5.  | Aleksandra Dziwińska  | MUKS Basket Chrobry Głuchołazy | 90     | 5     | 18,00   |
| 6.  | Anita Szemraj         | PTK Pabianice                  | 68     | 4     | 17,00   |
| 7.  | Agnieszka Śnieżek     | MUKS Basket Chrobry Głuchołazy | 79     | 5     | 15,80   |
| 8.  | Róża Ratajczak        | Korona Kraków                  | 61     | 4     | 15,25   |
| 9.  | Paulina Rozwadowska   | Orzeł Polkowice                | 68     | 5     | 13,60   |
| 10. | Justyna Maruszczak    | AZS PWSZ Gorzów Wielkopolski   | 54     | 4     | 13,50   |

### Sezon 2009-2010
Mistrzem Polski Juniorek Starszych został po raz drugi zespół GTK Gdynia, który pokonał w fianle MUKS Poznań. AZS Gorzów po 4 kolejnych tytułach wicemistrzowskich (od początku rozgrywania zawodów MPJS gorzowianki zdobywały srebrne medale) musiał zadowolić się brązowym krążkiem - w małym finale pokonał KKS Olsztyn.
MVP turnieju została Olivia Tomiałowicz (VBW GTK Gdynia), a w pierwszej piątce znalazły się: Monika Lelek (AZS PWSZ Gorzów Wielkopolski), Joanna Markiewicz (KKS Olsztyn), Magdalena Ziętara (MUKS Poznań), Paulina Antczak (MUKS Poznań) i Klaudia Sosnowska (VBW GTK Gdynia).

#### Końcowa kolejność
| Miejsce | Drużyna                      |
| ------- | ---------------------------- |
| 1.      | VBW GTK Gdynia               |
| 2.      | MUKS Poznań                  |
| 3.      | AZS PWSZ Gorzów Wielkopolski |
| 4.      | KKS Olsztyn                  |
| 5.      | AZS UW Warszawa              |
| 6.      | UKS Lotnik Wierzawice        |
| 7.      | MUKS Unia Basket Ostrołęka   |
| 8.      | Korona Kraków                |

#### Klasyfikacja najskuteczniejszych
Tabela uwzględnia tylko zawodniczki, które wystąpiły w turnieju finałowym, ale zawiera także punkty z turniejów półfinałowych.
| Lp  | Imię i nazwisko     | Drużyna                      | Punkty | Mecze | Średnia |
| --- | ------------------- | ---------------------------- | ------ | ----- | ------- |
| 1.  | Jessica Musijowska  | UKS Lotnik Wierzawice        | 155    | 7     | 22,14   |
| 2.  | Justyna Kwiatkowska | MUKS Unia Basket Ostrołęka   | 152    | 7     | 21,71   |
| 3.  | Joanna Markiewicz   | KKS Olsztyn                  | 158    | 8     | 19,75   |
| 4.  | Olivia Tomiałowicz  | VBW GTK Gdynia               | 93     | 5     | 18,60   |
| 5.  | Karolina Matys      | MUKS Unia Basket Ostrołęka   | 127    | 7     | 18,14   |
| 6.  | Magdalena Ziętara   | MUKS Poznań                  | 125    | 8     | 15,63   |
| 7.  | Małgorzata Misiuk   | VBW GTK Gdynia               | 77     | 5     | 15,40   |
| 8.  | Karina Różyńska     | KKS Olsztyn                  | 119    | 8     | 14,88   |
| 9.  | Magdalena Romanek   | SKS 12 Warszawa              | 102    | 7     | 14,57   |
| 10. | Justyna Maruszczak  | AZS PWSZ Gorzów Wielkopolski | 98     | 7     | 14,00   |

### Sezon 2010-2011
MUKS Poznań zrewanżował się Gdyni za porażkę w finale sprzed roku i pokonał GTK w półfinale turnieju. W fianle poznanianki pokonały zespół Orła Polkowice, sięgając po swój trzeci tytuł Mistrzyń Polski Juniorek Starszych. Brązowe medal wywalczyły zawodniczki Gdyni, wygrywając z SKS 12 Warszawa. Najgorszy występ w historii Mistrzostw zaliczyły zawodniczki AZSu Gorzów, które po raz pierwszy nie zdobyły medalu w kategorii juniorek starszych - zajęły ostatnie 8. miejsce.
MVP turnieju została Ramona Casimiro (MUKS Poznań). W piątce All Stars znalazły się: Monika Bieniek (SKS 12 AZS UW Warszawa), Magdalena Ziętara (VBW GTK Gdynia), Agata Dobrowolska (MKS Polkowice), Aleksandra Dziwińska (MKS Polkowice) oraz Dorota Mistygacz (MUKS Poznań).

#### Końcowa kolejność
| Miejsce | Drużyna                      |
| ------- | ---------------------------- |
| 1.      | MUKS Poznań                  |
| 2.      | Orzeł Polkowice              |
| 3.      | GTK Gdynia                   |
| 4.      | SKS 12 Warszawa              |
| 5.      | Basket 25 Bydgoszcz          |
| 6.      | ŁKS Basket Women Łódź        |
| 7.      | Wisła Kraków                 |
| 8.      | AZS PWSZ Gorzów Wielkopolski |

#### Klasyfikacja najskuteczniejszych
Tabela uwzględnia tylko zawodniczki, które wystąpiły w turnieju finałowym, ale zawiera także punkty z turniejów półfinałowych.
| Lp | Imię i nazwisko      | Drużyna                      | Punkty | Mecze | Średnia |
| -- | -------------------- | ---------------------------- | ------ | ----- | ------- |
| 1. | Agnieszka Śnieżek    | Wisła Kraków                 | 91     | 6     | 15,17   |
| 2. | Monika Jasnowska     | Orzeł Polkowice              | 106    | 7     | 15,14   |
| 3. | Sara Zachorska       | AZS PWSZ Gorzów Wielkopolski | 104    | 7     | 14,86   |
| 4. | Magdalena Ziętara    | VBW GTK Gdynia               | 59     | 4     | 14,75   |
| 5. | Roksana Schmidt      | ŁKS Basket Women Łódź        | 100    | 7     | 14,29   |
| 6. | Aleksandra Dziwińska | Orzeł Polkowice              | 112    | 8     | 14,00   |
| 6. | Magdalena Grzelak    | ŁKS Basket Women Łódź        | 98     | 7     | 14,00   |
| 8. | Magdalena Idziorek   | MUKS Poznań                  | 83     | 6     | 13,83   |
| 9. | Dominika Miłoszewska | SKS 12 Warszawa              | 107    | 8     | 13,38   |
| 9. | Agata Szczepanik     | Orzeł Polkowice              | 107    | 8     | 13,38   |

### Sezon 2011-2012
MUKS Poznań zdobył swój czwarty tytuł Mistrzyń Polski Juniorek Starszych. W finale pokonał zespół INEI AZS Poznań. GTK Gdynia sięgnęło po brązowe medale imprezy ogrywając w „małym finale” Basket 25 Bydgoszcz. Ostatnie - 8. miejsce, zajął jeden z kandydatów do medalu ŁKS Basket Women Łódź, który przyjechał na turniej finałowy bez swoich dwóch najlepszych zawodniczek Roksany Schmidt i Angeliki Kowalskiej.
MVP turnieju została Magdalena Idziorek (MUKS Poznań). W piątce All Stars znalazły się: Magdalena Ziętara (VBW GTK Gdynia), Karolina Wilk (Basket 25 Bydgoszcz), Kinga Woźniak (INEA AZS Poznań), Dominika Owczarzak (MUKS Poznań) oraz Martyna Stelmach (MUKS Poznań).
Ponadto nagrody zdobyły:
Justyna Owczarek (MKK Sokołów S.A. Sokołów Podlaski) - nagroda im. Małgorzaty Dydek dla najlepiej zbierającej i blokującej w turnieju
Magdalena Idziorek (MUKS Poznań) - najlepiej rzucająca za 3 punkty
Iwona Jabłońska (MUKS Poznań) - najlepszy trener

#### Końcowa kolejność
| Miejsce | Drużyna                           |
| ------- | --------------------------------- |
| 1.      | MUKS Poznań                       |
| 2.      | INEA AZS Poznań                   |
| 3.      | GTK Gdynia                        |
| 4.      | Basket 25 Bydgoszcz               |
| 5.      | AZS PWSZ Gorzów Wielkopolski      |
| 6.      | MKK Sokołów S.A. Sokołów Podlaski |
| 7.      | Orzeł Polkowice                   |
| 8.      | ŁKS Basket Women Łódź             |

#### Klasyfikacja najskuteczniejszych
Tabela uwzględnia punkty zawodniczek z turnieju finałowego.
| Lp  | Imię i nazwisko    | Drużyna                           | Punkty | Mecze | Średnia |
| --- | ------------------ | --------------------------------- | ------ | ----- | ------- |
| 1.  | Justyna Owczarek   | MKK Sokołów S.A. Sokołów Podlaski | 68     | 4     | 17,00   |
| 2.  | Kinga Bandyk       | GTK Gdynia                        | 81     | 5     | 16,20   |
| 3.  | Weronika Urbaniak  | MKK Sokołów S.A. Sokołów Podlaski | 62     | 4     | 15,50   |
| 4.  | Magdalena Ziętara  | GTK Gdynia                        | 73     | 5     | 14,60   |
| 5.  | Żaneta Morawiec    | ŁKS Basket Women Łódź             | 58     | 4     | 14,50   |
| 6.  | Daria Marciniak    | INEA AZS Poznań                   | 71     | 5     | 14,20   |
| 7.  | Magdalena Idziorek | MUKS Poznań                       | 66     | 5     | 13,20   |
| 8.  | Dominika Owczarzak | MUKS Poznań                       | 64     | 5     | 12,80   |
| 9.  | Katarzyna Jaworska | AZS PWSZ Gorzów Wielkopolski      | 50     | 4     | 12,50   |
| 10. | Kinga Woźniak      | INEA AZS Poznań                   | 62     | 5     | 12,40   |
| 10. | Paulina Kuras      | Basket 25 Bydgoszcz               | 62     | 5     | 12,40   |

### Sezon 2012-2013
Zespół INEI AZS Poznań zdobył swój pierwszy tytuł Mistrzyń Polski Juniorek Starszych pokonując w finale debiutanta rozgrywek KS JAS-FBG Sosnowiec. GTK Gdynia sięgnęło po raz kolejny po brązowe medale zwyciężając w „małym finale” (tak jak przed rokiem) Basket 25 Bydgoszcz.

#### Końcowa kolejność
| Miejsce | Drużyna                       |
| ------- | ----------------------------- |
| 1.      | INEA AZS Poznań               |
| 2.      | KS JAS-FBG Sosnowiec          |
| 3.      | GTK Gdynia                    |
| 4.      | Basket 25 Bydgoszcz           |
| 5.      | AZS PWSZ Gorzów Wielkopolski  |
| 6.      | UKS Basket Aleksandrów Łódzki |
| 7.      | UKS Gimbasket 15 Białystok    |
| 8.      | KKS Olsztyn                   |

#### Klasyfikacja najskuteczniejszych
Tabela uwzględnia tylko zawodniczki, które wystąpiły w turnieju finałowym, ale zawiera także punkty z turniejów półfinałowych.
| Lp  | Imię i nazwisko       | Drużyna                       | Punkty | Mecze | Średnia |
| --- | --------------------- | ----------------------------- | ------ | ----- | ------- |
| 1.  | Karolina Sulima       | UKS Gimbasket 15 Białystok    | 118    | 6     | 19,67   |
| 2.  | Daria Marciniak       | INEA AZS Poznań               | 114    | 7     | 16,29   |
| 3.  | Patrycja Kaczor       | KS JAS-FBG Sosnowiec          | 109    | 7     | 15,57   |
| 4.  | Ksenia Zajączkowska   | KKS Olsztyn                   | 91     | 6     | 15,17   |
| 5.  | Julita Łempicka       | UKS Gimbasket 15 Białystok    | 90     | 6     | 15,00   |
| 6.  | Anita Tomaszewska     | UKS Basket Aleksandrów Łódzki | 89     | 6     | 14,83   |
| 7.  | Julia Adamowicz       | INEA AZS Poznań               | 98     | 7     | 14,00   |
| 8.  | Ewelina Konopko       | UKS Gimbasket 15 Białystok    | 78     | 6     | 13,00   |
| 9.  | Klaudia Rutkowska     | KS JAS-FBG Sosnowiec          | 90     | 7     | 12,86   |
| 10. | Katarzyna Kiejdrowska | GTK Gdynia                    | 38     | 3     | 12,67   |

### Sezon 2013-2014
Zespół Rivera Bryza Gdynia zdobył swój trzeci tytuł Mistrzyń Polski Juniorek Starszych pokonując w finale AZS PWSZ Gorzów Wielkopolski. Obrońca tytułu sprzed roku drużyna INEA AZS Poznań sięgnęła tym razem po brązowe medale zwyciężając w „małym finale” UKS Basket Aleksandrów Łódzki.
Do pierwszej piątki imprezy wybrane zostały: Kinga Woźniak (INEA AZS Poznań), Angelika Stankiewicz (Rivera Bryza Gdynia), Anna Jakubiuk (Rivera Bryza Gdynia), Katarzyna Jaworska (AZS PWSZ Gorzów Wielkopolski) i Dominika Miłoszewska (Rivera Bryza Gdynia). MVP została: Anna Jakubiuk (Rivera Bryza Gdynia).

#### Końcowa kolejność
| Miejsce | Drużyna                       |
| ------- | ----------------------------- |
| 1.      | Rivera Bryza Gdynia           |
| 2.      | AZS PWSZ Gorzów Wielkopolski  |
| 3.      | INEA AZS Poznań               |
| 4.      | UKS Basket Aleksandrów Łódzki |
| 5.      | VBW GTK Gdynia                |
| 6.      | UKS Huragan Wołomin           |
| 7.      | WTK Ślęza Wrocław             |
| 8.      | MUKS Widzew Łódź              |

#### Klasyfikacja najskuteczniejszych
Tabela uwzględnia tylko zawodniczki, które wystąpiły w turnieju finałowym, ale zawiera także punkty z turniejów półfinałowych.
| Lp  | Imię i nazwisko      | Drużyna                       | Punkty | Mecze | Średnia |
| --- | -------------------- | ----------------------------- | ------ | ----- | ------- |
| 1.  | Anna Jakubiuk        | Rivera Bryza Gdynia           | 143    | 7     | 20,43   |
| 2.  | Jowita Ossowska      | VBW GTK Gdynia                | 113    | 6     | 18,83   |
| 3.  | Dominika Miłoszewska | Rivera Bryza Gdynia           | 126    | 7     | 18,00   |
| 4.  | Monika Radomska      | UKS Huragan Wołomin           | 95     | 6     | 15,83   |
| 5.  | Kinga Woźniak        | INEA AZS Poznań               | 125    | 8     | 15,63   |
| 6.  | Izabella Tkacz       | UKS Huragan Wołomin           | 86     | 6     | 14,33   |
| 7.  | Monika Buczak        | UKS Basket Aleksandrów Łódzki | 107    | 8     | 13,38   |
| 8.  | Ewelina Okonek       | MUKS Widzew Łódź              | 80     | 6     | 13,33   |
| 9.  | Angelika Stankiewicz | Rivera Bryza Gdynia           | 92     | 7     | 13,14   |
| 10. | Natalia Sobek        | AZS PWSZ Gorzów Wielkopolski  | 90     | 7     | 12,86   |